# Connelles
 Connelles  là một xã thuộc tỉnh Eure trong vùng Normandie miền Bắc nước Pháp.